# Santa Maria in Aquiro
Santa Maria in Aquiro ou Igreja de Santa Maria em Aquiro é uma igreja titular de Roma, Itália, localizada no rione Colonna, na Piazza Capranica. É dedicada a Nossa Senhora. As origens do nome são nebulosas, mas a maioria dos estudiosos o atribui a uma corruptela do termo latino a Cyro, provavelmente uma referência a um morador antigo da vizinhança. De acordo com outra teoria, Acyro é uma corruptela da palavra circus, um estádio romano para corrida de bigas, que ficava nas imediações.
O cardeal-diácono protetor do título de Santa Maria em Aquiro é Angelo Amato S.D.B, prefeito da Congregação para a Causa dos Santos.

## História
É uma igreja de origem muito antiga: o papa Gregório III (r. 731–741) ordenou que fosse restaurada, o que implica que ela é anterior à primeira metade do século VIII. Segundo algumas teorias, seria a sede do antigo "titulus Equitii", mas os estudiosos preferem atribui-lo a San Martino ai Monti. Em 1389, o papa Urbano VI se referiu a ela como Santa Maria della Visitazione.
No século XVI, foi entregue aos cuidados da "Confraria dos Órfãos", que a restaurou em 1590.

## Arte e arquitetura
A obra de arte mais importante no interior é uma "Madona com o Menino e Santo Estêvão", do século XIV, na abside, atribuída à escola de Pietro Cavallini. Esta pintura e os monumentos funerários no vestíbulo são remanescentes da igreja medieval de Santo Stefano del Trullo, destruída na época do papa Alexandre VII (r. 1655–1667). Há ainda pinturas dos séculos XVII e XVIII nas capelas. A fachada foi terminada em 1774 por Pietro Camporese, o Velho, com base num projeto de Giovanni Francesco Braccioli. O interior foi redecorado por Cesare Mariani em 1866.
Duas capelas abrigam pinturas de seguidores de Caravaggio: a terceira capela da direita abriga uma "Virgem e Santos" (1617), de Carlo Saraceni, e a segunda capela à esquerda, três telas — "Deposição da Cruz, "Coroação com a Coroa de Espinhos" e "Flagelação de Jesus" (1635–1640) — atribuídas ao francês Trophime Bigot. Acreditava-se antigamente que elas teriam sido pintadas por Gerard van Honthorst.

## Galeria

Imagens da igreja
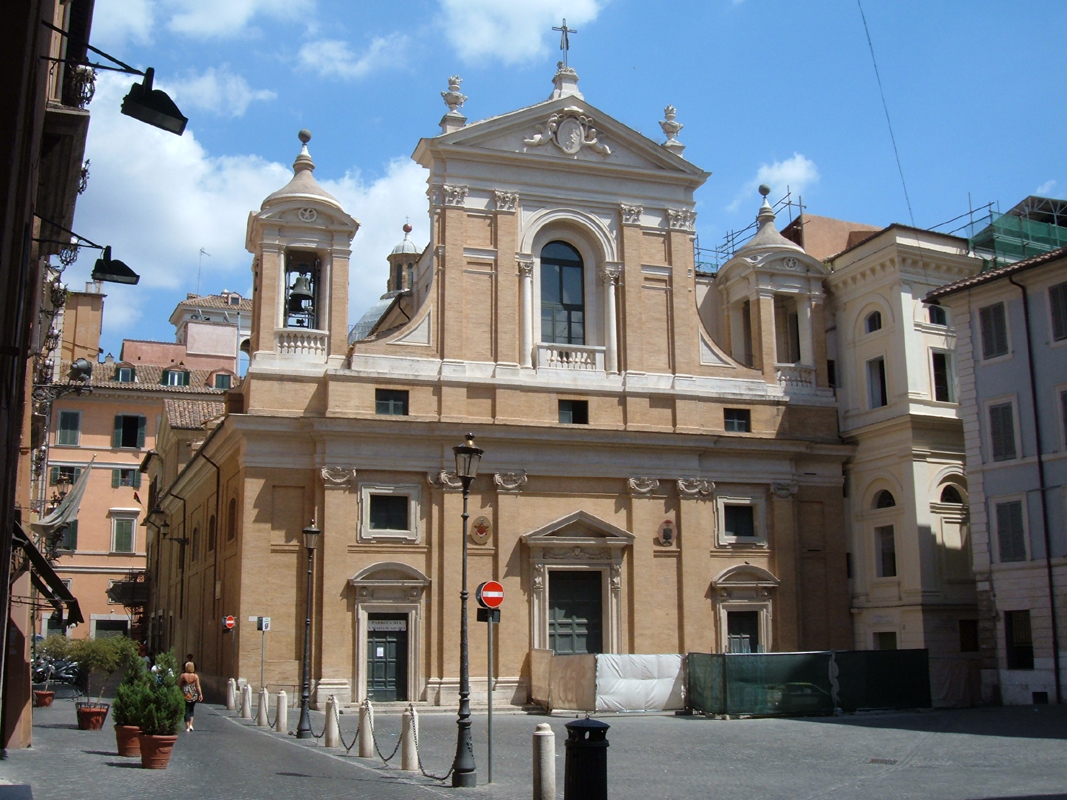
Vista da igreja e a Piazza Capranica.
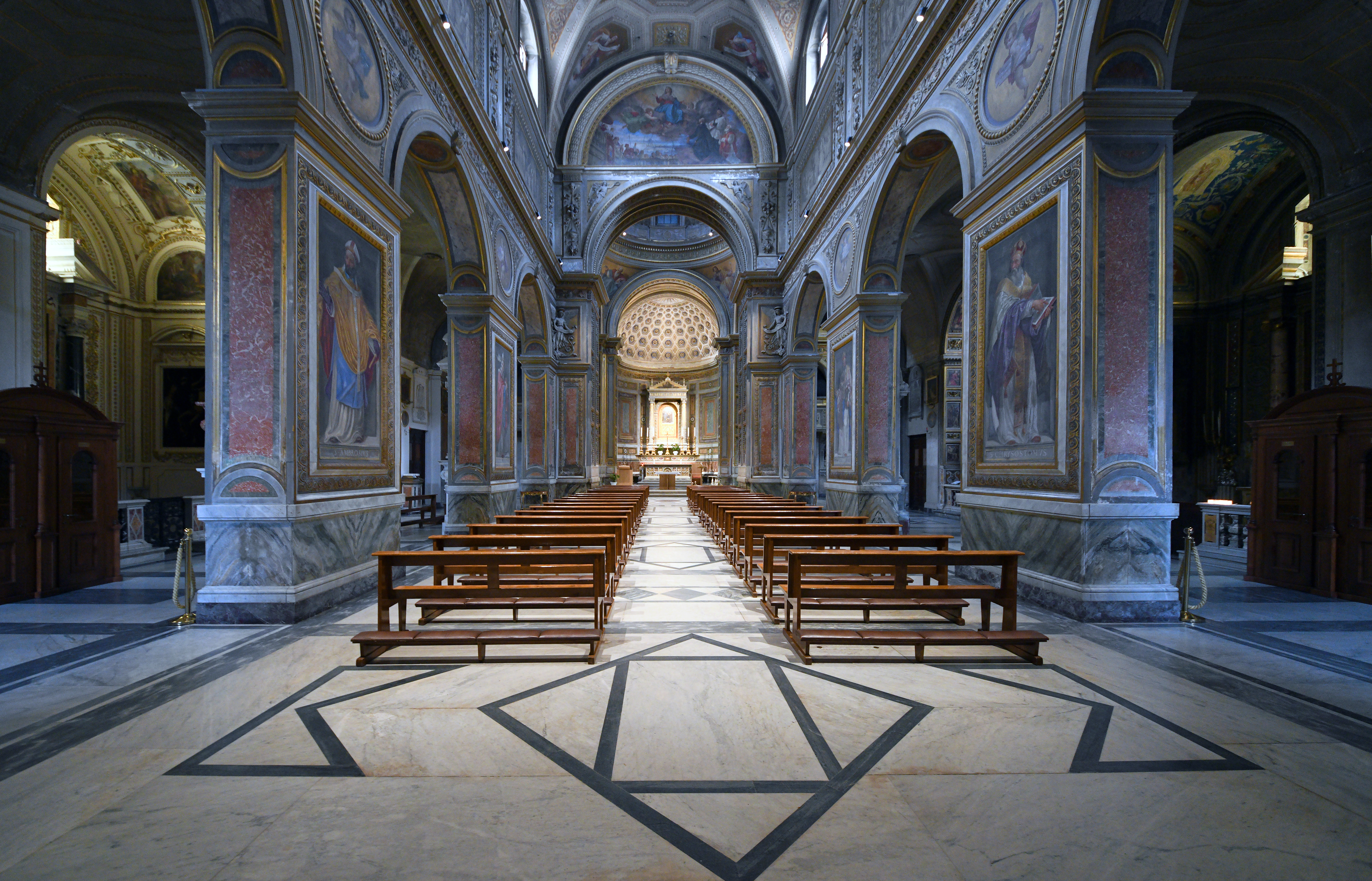
Vista do interior.
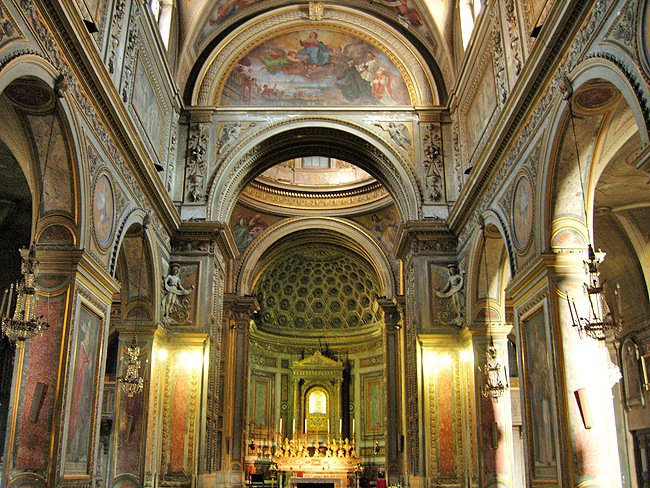
Altar-mor e o arco triunfal.
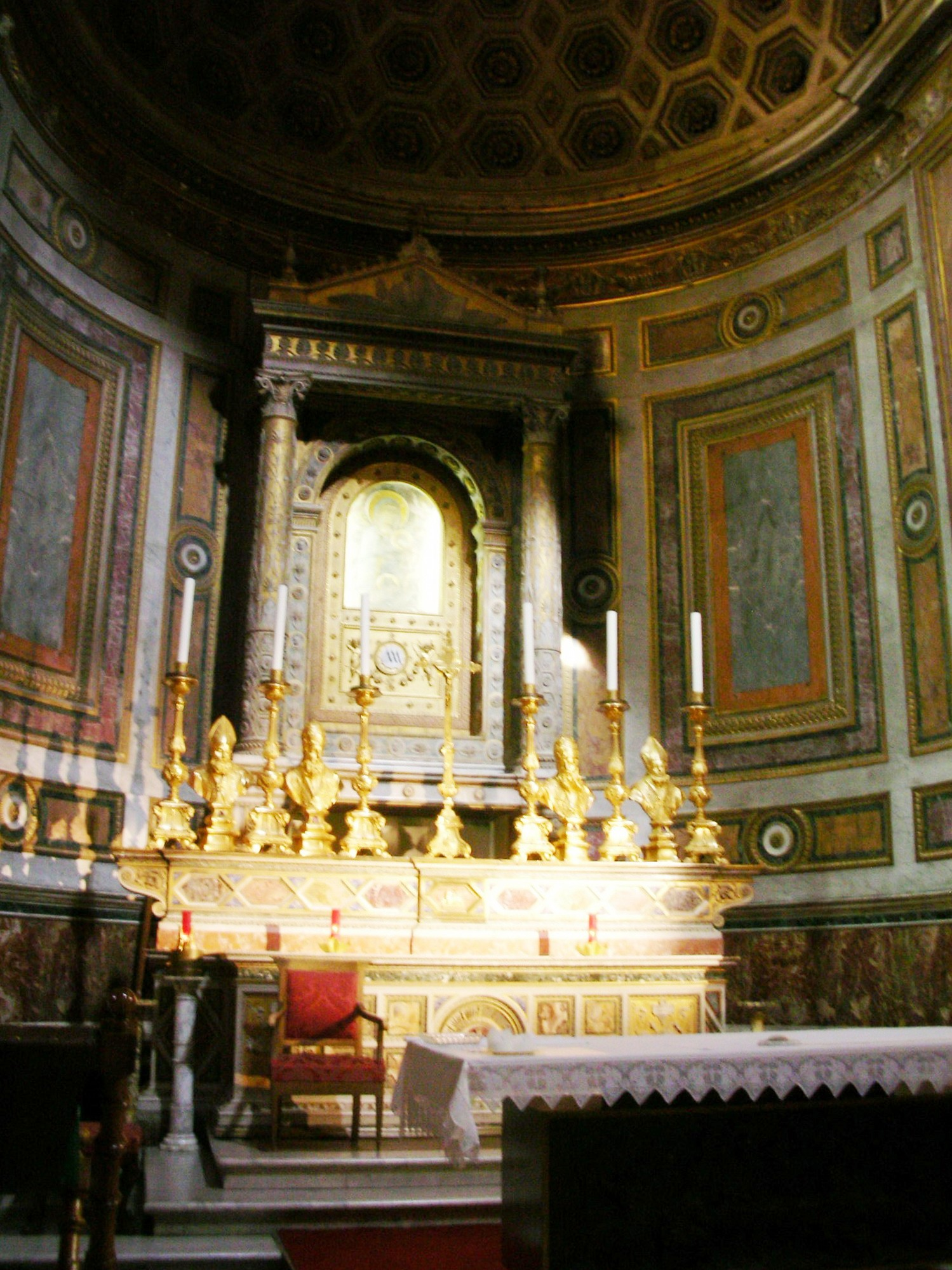
Altar-mor.